# Acyliový ion
Acyliové ionty jsou kationty se vzorcem RCO+, kde R je alkyl nebo aryl.

## Struktura a příprava

Struktura acetylového kationtu

Posloupnost vazeb C-C-O je u acyliových iontů lineární. Atom kyslíku a centrální uhlík jsou sp-hybridizované, mezi atomy C a O je trojná vazba.
Acyliové ionty lze považovat za C-alkylované deriváty oxidu uhelnatého (také obsahujícího trojnou vazbu C-O). Obvykle se připravují odštěpováním chloridových iontů z acylchloridů silnými Lewisovými kyselinami, jako je chlorid antimonitý.
Rentgenovou krystalografií bylo popsáno několik acyliových solí. Protože jsou acyliové kationty silnými elektrofily, tak lze jejich soli izolovat pouze když obsahují slabě koordinující anionty.
CH3COCl + GaCl3 → CH3CO+ + GaCl -
4 
Mezi jedny z prvních popsaných acyliových solí patří hexafluoroantimoničnan a hexachloroantimoničnan acetylia.
V infračervených spektrech mají vazby C≡O vibrační pás na 2300 cm−1 u arylových a 2200 cm−1 u alkylových acyliových iontů; v případě oxidu uhelnatého se vyskytuje tento pás na 2143 cm−1.

## Reakce
Acyliové ionty jsou silnými elektrofily, které mohou reagovat i s areny. Vyskytují se jako meziprodukty reakcí, například Friedelových–Craftsových acylací arenů acylchloridy za katalýzy chloridem hlinitým:
C6H5R + CH3CO+ + AlCl -
4  → CH3COC6H4R + HCl + AlCl3
Při těchto reakcích se mohou objevovat spojování acyliových kationtů s tetrachlorohlinitanovými anionty.
Acyliový ion vzniklý z pivaloylchloridu se vyskytuje v rovnováze s terc-butylovým kationtem:
(CH3)3CCO+ ⇌ (CH3)3C+ + CO
Při Kochových karbonylacích dochází k hydrolýzám acyliových iontů za vzniku karboxylových kyselin:
R3CCO+ + H2O → R3CCO2H + H+